# Naked (Album)
Naked ist ein Jazzalbum des Art Ensemble of Chicago. Die am 25. und 26. November 1985 im Rawleston Recording Studio in New York City entstandenen Aufnahmen erschienen 1986 auf DIW Records.

## Hintergrund
Nach vier Alben für das deutsche Label ECM Records schlossen die Mitglieder des Art Ensemble, Lester Bowie, Joseph Jarman, Roscoe Mitchell, Malachi Favors und Don Moye einen Vertrag mit dem japanischen Label DIW. Nach Live in Japan (1985) war das Studioalbum Naked dort die zweite Veröffentlichung.

## Titelliste
- Art Ensemble of Chicago: Naked (DIW-8011)[1]

A1		Dancer (Don Moye) 2:13

A2		Tobago Tango (Lester Bowie) 7:12

A3		Flash 1 4:18

A4		We Bop (Lester Bowie) 6:09

A5		Charm #10 3:17
B1		RMR (Joseph Jarman) 8:02

B2		Galactic Landscape 8:09

B3		Way Way Down Yonder (Malachi Favors) 9:05
Wenn nicht anders vermerkt, stammen die Kompositionen vom Art Ensemble of Chicago.

## Rezeption

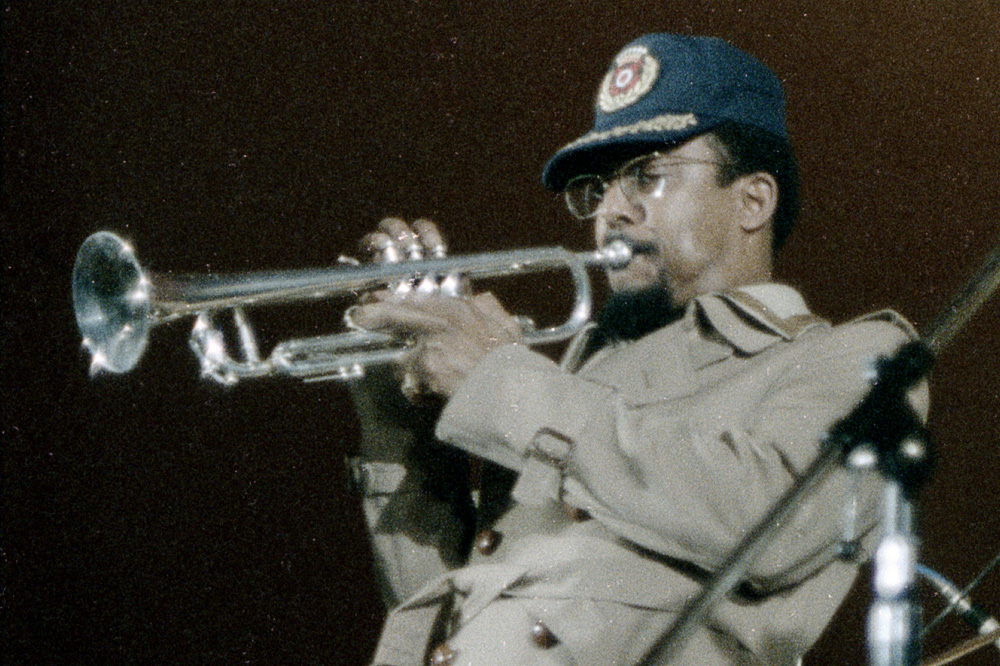
Lester Bowie auf dem Moers Festival 1978

Stephen Cook verlieh dem Album in Allmusic drei Sterne und schrieb, mit seiner fein ausgefeilten und abwechslungsreichen Mischung aus Free Jazz, Bebop und internationalen Einflüssen würde Naked wie ein ziemlich typisches 1980er-Jahre-Album der ehrwürdigen Avantgarde-Jazzgruppe wirken. Zum Glück sei aber jedes Mitglied trotz der wechselnden Kontexte in der Lage, seinen unverwechselbaren Klang beizubehalten: Bowie hell und dunstig, die Saxophonisten Jarmen und Roscoe Mitchell singend und abstrakt-herb, Favours solide und komisch und Perkussionist Don Moye geschmeidig und stark. Nachdem das Art Ensemble of Chicago zwei Jahrzehnte lang seine erfreulich widersprüchliche Mischung aus minimalistischen Arrangements und ausgedehnten Ensemble-Improvisationen perfektioniert hatte, habe es hier einen erfahrenen, wenn auch manchmal selbstgefälligen Groove gefunden. Die kantigere, unvorhersehbare Anmutung von Alben aus den späten 1970ern wie Nice Guys und Full Force würde hier einem formelleren und kompakteren Sound weichen, der ansprechend sei, ohne besonders herausfordernd zu wirken. Dennoch sei Naked aufgrund seiner Zugänglichkeit ein guter Einstieg in den umfangreichen Katalog des Art Ensemble of Chicago und biete dem begeisterten Fan eine schöne Abwechslung zu den strengeren Veröffentlichungen aus der frühen Karrierephase der Gruppe.